# Alice E. Johnson
Alice E. Johnson (Fremont, 1862 - ibidem, 13 de febrer de 1936) va ser una arquitecta dels Estats Units d'Amèrica sent una de les primeres arquitectes a Ohio. Educada per son pare, va heretar el seu despatx quan aquest va faltar en 1901, i el va dirigir durant els següents 30 anys.

## Biografia
Alice E. Johnson va nàixer en 1862 a Fremont (Ohio). Era filla de John Carlton i Celia (el cognom de soltera de la qual era Sigler) Johnson. Va estudiar arquitectura amb son pare, qui es dedicava principalment a la construcció d'edificis públics, com jutjats, presons (com la Sandusky County Jail and Sheriff's House) i col·legis.
El Fremont City Directory llista a Alic E. Johnson como a arquitecta des de 1889, i en 1895 va ser l'encarregada de construir a Fremont la Trinity United Methodist Church al cantó entre els carrers Wayne i Court. L'església apareix com a edifici destacat en el llibre Art Work of Seneca and Sandusky Counties pel seu estil neogòtic. Quan son pare va morir en 1901 va prendre les regnes del despatx i va continuar amb els seus clients, i es va dedicar a construir tant edificis comercials com residencials. La revista Ohio Architect and Engineer va informar en 1903 que havia dissenyat una tanca per a David B. Love i una casa de maó i pedra per a W. B. Kridler. Va dissenyar i construir propietats al nord-oest d'Ohio i als estats veins.
Va morir el 13 de febrer de 1936 a la seua ciutat natal.